# Phil Beattie
Phil Beattie (eigentlich Philip Garth Beattie; * 8. September 1963 in Belfast) ist ein ehemaliger britischer Hürdenläufer, der sich auf die 400-Meter-Distanz spezialisiert hatte.
Bei den Olympischen Spielen 1984 in Los Angeles schied er im Vorlauf aus.
1986 siegte er für Nordirland startend bei den Commonwealth Games in Edinburgh mit seiner persönlichen Bestzeit von 49,60 s und erreichte bei den Leichtathletik-Europameisterschaften in Stuttgart das Halbfinale.
Von 1981 bis 1987 wurde er siebenmal in Folge Nordirischer Meister. 1983 und 1985 wurde er Britischer Meister, 1982 Irischer Meister.